# Jit (Qalqilya)
Jit, en arabe : جيت, est un village du gouvernorat de Qalqilya en Palestine. Il est situé à 10 km à l'ouest de Naplouse en Cisjordanie.
Selon le recensement du bureau central palestinien des statistiques, la localité compte une population de 2 405 habitants en 2017.